# Людина з Дакоти
Людина з Дакоти (англ. The Man from Dakota) — американський вестерн режисера Леслі Фентона 1940 року за романом американського письменника Маккінлі Кантора.

## Сюжет
Під час громадянської війни гарна жінка допомагає двом шпигунам Союзу зібрати інформацію та перебратися в Конфедерацію.

## У ролях
- Воллес Бірі — Сержант «Бар» Барстоу
- Джон Говард — лейтенант Олівер Кларк
- Долорес дель Ріо — Євгенія "Дженні" Санфорд
- Дональд Мік — містер Вестрі
- Роберт Беррат — Парсон Саммерс
- Еддісон Річардс — начальник військової поліції конфедератів